# Спигин, Николай Андреевич
Николай Андреевич Спигин (29 августа 1937 — 12 июля 2016, Москва, Российская Федерация) — советский и российский тренер по стрельбе биатлону, заслуженный тренер РСФСР.

## Биография
В 1960-е гг. за подготовку нескольких чемпионов Европы по стрелковому спорту ему было присвоено звание заслуженного тренера РСФСР. Затем начал плодотворную работу в советском биатлоне — ставил стрелковую подготовку биатлонистам ДСО «Динамо» — там среди его первых воспитанников был и будущий чемпион СССР (а позже — заслуженный тренер России) Александр Селифонов. Затем работал со сборной профсоюзов, а в 1980-х гг. успешно работал в молодежной сборной Советского Союза. При его непосредственном участии одерживали свои первые большие победы на международной арене Альгис Шална, Валерий Медведцев, Александр Попов и Сергей Чепиков.
Внес заметный вклад в создание Союза биатлонистов России (СБР), а его дочь — Ольга Подзолкова стала генеральным секретарем СБР.
В последние годы работал в СДЮШОР по биатлону «Тушино».